# فریدون رهنما
فریدون رهنما (زاده ۲ خرداد ۱۳۰۹ – درگذشته ۱۷ مرداد ۱۳۵۴) شاعر، روزنامه‌نگار و سینماگر اهل ایران بود.رهنما در دوران کوتاه عمر خود به ساختنِ سه فیلم و انتشار پنج دفتر شعر به زبان فرانسه و یک دفتر شعر به فارسی و نگارش ده‌ها مقاله در نقد سینما و ادبیات مبادرت ورزید.وی همواره مدافع حرکت‌های مدرن و آوانگارد در حوزه ادبیات، سینما و تئاتر بود و تأثیر غیرقابل انکاری در معرفی شعر و اندیشه‌های مدرن در ایران دهه سی و چهل داشت. وی در فاصله سالهای ۴۹–۱۳۴۵ رئیس بخش پژوهش تلویزیون ملی ایران بود. او چهارمین فرزند زین‌العابدین رهنما بود.

## زندگی شخصی
فریدون رهنما دوم خرداد ۱۳۰۹ در تهران و در یک خانواده سرشناس و توانگرِ ایرانی به دنیا آمد. مادرش، زکیه حائری، دختر شیخ عبدالله مازندرانی (رحمت علیشاه) بود و پدرش نیز زین العابدین رهنما، سیاستمدار، نماینده مجلس، نویسنده، مفسر و مترجم قرآن بود.
فریدون رهنما در ۴ سالگی به دنبال تبعید پدرش به لبنان (بعد از اختلاف با رضاشاه در سال ۱۳۱۳)، به همراه خانواده به بیروت رفت و بعد از هفت سال به تهران بازگشت و در دبیرستان فیروز بهرام درس خواند. در سال ۱۳۲۳ به فرانسه رفت و به تحصیل در رشته ادبیات در دانشگاه سوربن پرداخت.
رهنما در سال ۱۳۳۶ پس از پایان تحصیلات دانشگاهی خود در دانشکده ادبیات سوربن و فارغ‌التحصیلی از مدرسه فیلمسازی پاریس به ایران بازگشت و در کتابخانه مجلس شورای ملی مشغول به کار شد.
رهنما در ۱۷ مرداد ۱۳۵۴ در سن ۴۵ سالگی بر اثر بیماری مغزی در پاریس درگذشت.

## فعالیت حرفه‌ای

### ادبیات
در سال ۱۳۲۶ نخستین دفتر شعرش را به زبان فارسی با عنوان هیچ با نام مستعار «کوچه» منتشر کرد. منظومه برای ایران نام نخستین دفتر شعر رهنما به زبان فرانسه بود که با نام کاوه طبرستانی توسط انتشارات پی یرسگرس در پاریس در سال ۱۹۵۰ منتشر شد. رهنما در سال ۱۹۵۹ مجموعه اشعار سرودهای کهنه (Poems Anciens) را با مقدمه‌ای از پل الوار شاعر سورئالیست فرانسوی در پاریس منتشر کرد. آوازهای رهایی نیز نام آخرین دفتر شعر او به زبان فرانسه بود که در سال ۱۹۶۸ منتشر شد.
اشعار رهنما به زبان فرانسه و در پاریس منتشر شده‌است.
- ۱۳۳۰ - منظومه برای ایران.
- ۱۳۳۴ - منظومه برای جهان.
- ۱۳۴۷ - آوازهای رهایی.

علاوه بر شعر، رهنما در ادبیات سینمایی نیز تألیفاتی داشت. از جمله می‌توان به کتاب واقعیت گرایی فیلم اشاره کرد که پایان‌نامه تحصیلات سینمایی اوست و در سال ۱۳۵۱ به وسیله انتشارت بوف در ایران منتشر شد.
فریدون رهنما تأثیر بسزایی بر شعر مدرن در ایران گذاشت به گونه ای که احمد شاملو در مورد او می‌گوید: ما شعر مدرن را با رهنما شناختیم. ماهنامه فرهنگ و علوم انسانی فرهنگ امروز، دی ماه ۹۳، شماره ۳
همچنین نوآوری‌های زبانی رهنما در ترجمه واژگان سینمایی نیز دیده می‌شود. او نخستین کسی بود که واژه‌های سینمایی فارسی را به جای واژه‌های انگلیسی و فرانسوی پیشنهاد کرد. نما به جای پلان یا شات، نمای درشت به جای کلوزآپ، نمای دور به جای لانگ شات و راه دوربین به جای تراولینگ شات، از ابداعات رهنما در این زمینه است.
در سال ۱۳۹۴، دو کتاب از کتاب‌های رهنما به فارسی ترجمه و در ایران منتشر شده‌است. کتاب اول، «گذشته مرگ نیست، نقاب نیست، گندم است، لاله است و جان» نام دارد و شعرهایی است از او که توسط خواهرش، فریده رهنما به زبان فارسی ترجمه شده‌اند. کتاب دومی که از رهنما به فارسی ترجمه و منتشر شده‌است، «واقعیت مادر است» نام دارد و مجموعه‌ای از نوشته‌های رهنما دربارهٔ هنر است و هر دو کتاب را نشر دانه منتشر کرده‌است.

### سینما
رهنما با اینکه عشق ساختن فیلم داشت اما کار در فضای فیلم‌فارسی برای او قابل تحمل نبود. خود در گفتگویی در این باره گفته‌است: «با آنکه به من پیشنهادهایی برای ساختن فیلم شد، ترجیح دادم بروم و در یک کتابخانه کتابدار شوم.»
با این حال رهنما موفق شد در سال ۱۳۳۹ نخستین فیلم خود یعنی مستند تخت جمشید را با سرمایه شخصی بسازد. در این فیلم رهنما با نگاه شاعرانه‌ای در دل ویرانه‌های تخت جمشید، به دنبال سازندگی و شناخت هویت تاریخی ایرانی است.
فیلم بعدی وی سیاوش در تخت جمشید، که در سال ۱۳۴۶ ساخته شد با واکنش‌های غالباً منفی منتقدان سینمایی ایرانی آن روزگار مواجه شد و به عنوان اثری «روشنفکرانه» و «فضل فروشانه» به آن حمله شد. منتقدان، فیلم رهنما را پر از عیب و بدون خلاقیت و تخیل ارزیابی کرده و آن را «هذیان‌ها و کابوس‌های» فیلمسازی دانستند که «نه شناختی از شاهنامه فردوسی داشت و نه قهرمانان آن را درست می‌شناخت». با این حال فیلم مورد تحسین برخی صاحب نظران غربی از جمله هانری لانگلوا فیلم‌شناس برجسته فرانسوی و مدیر سینما تک پاریس و هانری کوربن فیلسوف مشهور فرانسوی قرار گرفت و توانست جایزه ژان اپستاین برای پیشبرد زبان سینما را از جشنواره لوکارنو در سال ۱۹۶۶ دریافت کند.
فیلمبرداری فیلم پسر ایران از مادرش بی‌خبر است در سال ۱۳۴۸ آغاز شد اما نزدیک به پنج سال طول کشید تا در سال ۱۳۵۳ آماده نمایش شود. اولین نمایش این فیلم در خرداد ۱۳۵۴ در سینماتک پاریس بود که هانری لانگلوا، آن را معرفی کرد و پس از آن در تیرماه همان سال، برای نخستین بار در جشنواره توس در ایران به نمایش درآمد.

### تلویزیون
فریدون رهنما در شکل‌گیری بخش پژوهش و مستند تلویزیون ملی ایران، جریان سینمای آزاد و تأسیس مدرسه عالی تلویزیون و سینما نقش مهمی داشت. او به همراه فرخ غفاری از مدرسان مدرسه عالی تلویزیون و سینما بود.
با تأسیس تلویزیون ملی ایران در سال ۱۳۴۶، فریدون رهنما نیز جذب تلویزیون شد و بخش مستندسازی و پژوهش در مورد ایران زمین را راه انداخت. به کوشش او در همین بخش بود که سینماگرانی چون محمدرضا اصلانی، ناصر تقوایی، منوچهر طیاب، هژیر داریوش و پرویز کیمیاوی توانستند نخستین فیلم‌های مستند خود را بسازند. فیلم‌هایی چون جام حسنلو، باد جن، یا ضامن آهو، تپه‌های قیطریه و چه هراسی دارد ظلمت روح محصول همین دوره است و زیر نظر فریدون رهنما ساخته شده‌اند.

## آثار

### فیلم
- ۱۳۳۹ - تخت جمشید (فیلم کوتاه) _ مستند
- ۱۳۴۴ - سیاوش در تخت جمشید
- ۱۳۵۱ - پسر ایران از مادرش بی‌اطلاع است[۶]

### کتاب
- واقعیت گرایی فیلم، تهران: انتشارات بوف، ۱۳۵۱.
- پ‍س‍ر ای‍ران از م‍ادرش ب‍ی‌اطلاع اس‍ت، زی‍ر ن‍ظر ف‍ری‍ده ره‍ن‍م‍ا. ت‍ه‍ران: ق‍طره، ۱۳۸۳. شابک ‎۹۶۴-۳۴۱-۳۴۸-۹
- س‍ی‍اوش در ت‍خ‍ت‌ج‍م‍ش‍ی‍د؛ و م‍ع‍رف‍ی ف‍ی‍ل‍م ت‍وس‍ط ه‍ان‍ری ک‍رب‍ن، زی‍ر ن‍ظر ف‍ری‍ده ره‍ن‍م‍ا. ت‍ه‍ران: ق‍طره، ۱۳۸۳. شابک ‎۹۶۴-۳۴۱-۳۴۸-۹
- واقعیت مادر است، طرح و تنظیم فریده رهنما. تهران: امین‌دژ، ۱۳۸۶. شابک ۹۶۴-۹۶۳۱۸-۲-۸
- گذشته مرگ نیست، نقاب نیست، گندم است، لاله است و جان، چاپ: ۱۳۹۴. شابک: ۹۷۸۶۰۰۹۰۲۳۳۰۱.
- سیاوش: نمایشنامه بر پایه داستان شاهنامه، زیر نظر فریده رهنما. تهران: نشر دانه، ۱۳۹۶. شابک ۹۷۸-۶۰۰-۹۰۲۳۳-۳-۲